# Малокибякозинское сельское поселение
Малокибякозинское се́льское поселе́ние — муниципальное образование в Тюлячинском районе Татарстана Российской Федерации.
Административный центр — село Малые Кибя-Кози.

## История
Статус и границы сельского поселения установлены Законом Республики Татарстан от 31 января 2005 года № 43-ЗРТ «Об установлении границ территорий и статусе муниципального образования "Тюлячинский муниципальный район" и муниципальных образований в его составе».

## Население
| 2010 | 2011 | 2012 | 2013 | 2014 | 2015 | 2016 |
| ---- | ---- | ---- | ---- | ---- | ---- | ---- |
| 523  | →523 | ↗528 | ↗540 | ↗545 | ↘540 | ↘538 |
| 2017 | 2018 |      |      |      |      |      |
| →538 | ↘522 |      |      |      |      |      |

## Состав сельского поселения
| № | Населённый пункт  | Тип населённого пункта       | Население |
| - | ----------------- | ---------------------------- | --------- |
| 1 | Большие Кибя-Кози | село                         |           |
| 2 | Казаклар          | село                         |           |
| 3 | Малые Кибя-Кози   | село, административный центр |           |